# موروگورو

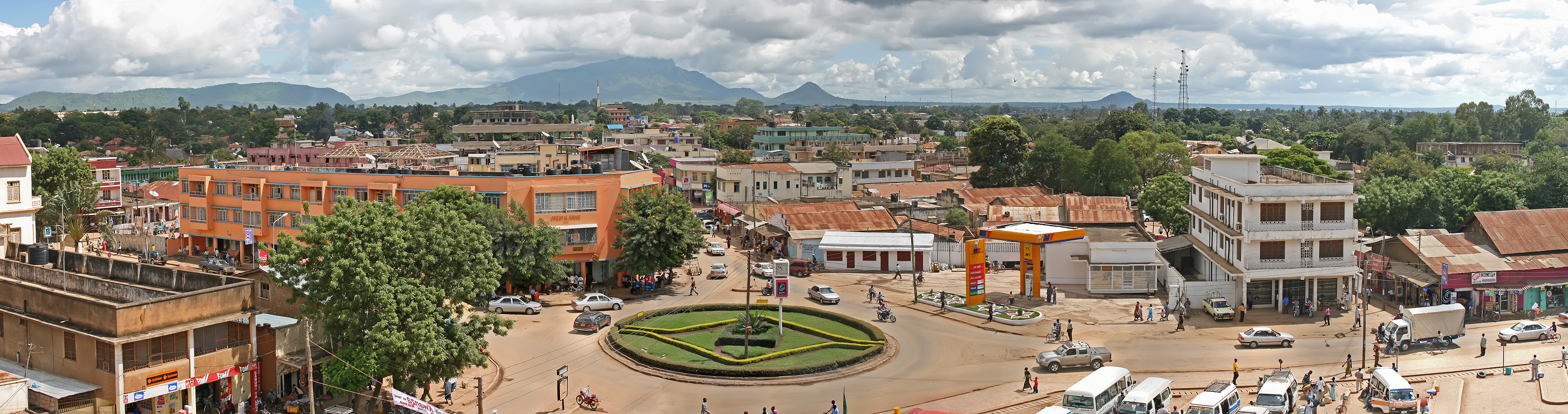
یک نگاره سراسرنما از شهر موروگورو

موروگورو یکی از شهرهای کشور تانزانیا و مرکز استان موروگورو می باشد.
برپایه نتایج سرشماری عمومی نفوس و مسکن که در سال ۲۰۰۲ توسط دولت تانزانیا انجام شد جمعیت این شهر بالغ بر ۲۰۶٬۸۶۸ نفر اعلام شده است.
شهر موروگورو در ارتفاعات جنوبی کشور تانزانیا و از سمت جنوب در فاصله ۱۹۰ کیلومتری دارالسلام واقع شده است.
استفاده از دوچرخه و موتور سیکلت یکی از متداولترین روشهای حمل و نقل در شهر موروگورو می باشد.

## آب و هوا
| داده‌های اقلیم Morogoro  | داده‌های اقلیم Morogoro | داده‌های اقلیم Morogoro | داده‌های اقلیم Morogoro | داده‌های اقلیم Morogoro | داده‌های اقلیم Morogoro | داده‌های اقلیم Morogoro | داده‌های اقلیم Morogoro | داده‌های اقلیم Morogoro | داده‌های اقلیم Morogoro | داده‌های اقلیم Morogoro | داده‌های اقلیم Morogoro | داده‌های اقلیم Morogoro | داده‌های اقلیم Morogoro |
| ماه                     | ژانویه                 | فوریه                  | مارس                   | آوریل                  | مه                     | ژوئن                   | ژوئیه                  | اوت                    | سپتامبر                | اکتبر                  | نوامبر                 | دسامبر                 | سال                    |
| ----------------------- | ---------------------- | ---------------------- | ---------------------- | ---------------------- | ---------------------- | ---------------------- | ---------------------- | ---------------------- | ---------------------- | ---------------------- | ---------------------- | ---------------------- | ---------------------- |
| میانگین بیش‌ترین °C (°F) | ۳۲ (۸۹)                | ۳۲ (۸۹)                | ۳۱ (۸۸)                | ۲۹ (۸۵)                | ۲۸ (۸۳)                | ۲۷ (۸۱)                | ۲۷ (۸۱)                | ۲۸ (۸۳)                | ۲۹ (۸۵)                | ۳۱ (۸۸)                | ۳۲ (۹۰)                | ۳۲ (۸۹)                | ۲۹٫۸ (۸۵٫۹)            |
| میانگین کم‌ترین °C (°F)  | ۲۱ (۶۹)                | ۲۱ (۷۰)                | ۲۱ (۶۹)                | ۲۱ (۶۹)                | ۱۹ (۶۶)                | ۱۶ (۶۱)                | ۱۵ (۵۹)                | ۱۶ (۶۰)                | ۱۷ (۶۲)                | ۱۸ (۶۴)                | ۱۹ (۶۷)                | ۲۱ (۶۹)                | ۱۸٫۸ (۶۵٫۴)            |
| بارندگی میلی‌متر (اینچ)  | ۱۰۰ (۳٫۹)              | ۱۰۰ (۳٫۸)              | ۱۷۰ (۶٫۸)              | ۲۱۰ (۸٫۱)              | ۱۰۰ (۳٫۹)              | ۳۰ (۱٫۱)               | ۲۰ (۰٫۶)               | ۱۰ (۰٫۴)               | ۲۰ (۰٫۶)               | ۳۰ (۱)                 | ۵۰ (۲)                 | ۷۰ (۲٫۸)               | ۹۱۰ (۳۵)               |
| منبع: Weatherbase       |                        |                        |                        |                        |                        |                        |                        |                        |                        |                        |                        |                        |                        |